# الكسندر ووكر سكوت
الكسندر ووكر سكوت (بالإنجليزية: Alexander Walker Scott)‏ هو عالم بقشريات الأجنحة أسترالي، ولد في 10 نوفمبر 1800 في مومباي في الهند، وتوفي في 1 نوفمبر 1883 في بادينغتون ‏ في أستراليا.